# Domenico da Cortona

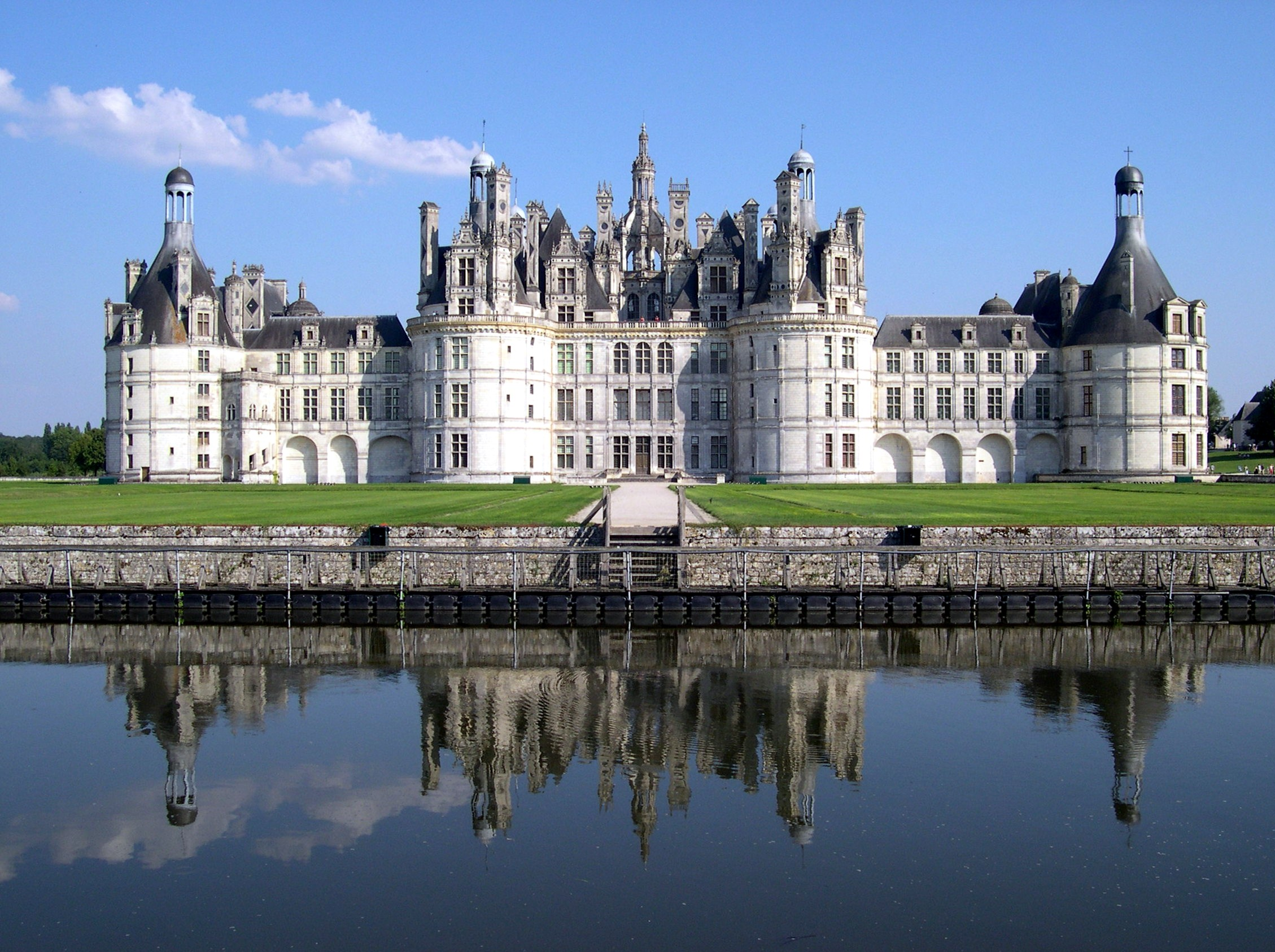
Castillo de Chambord

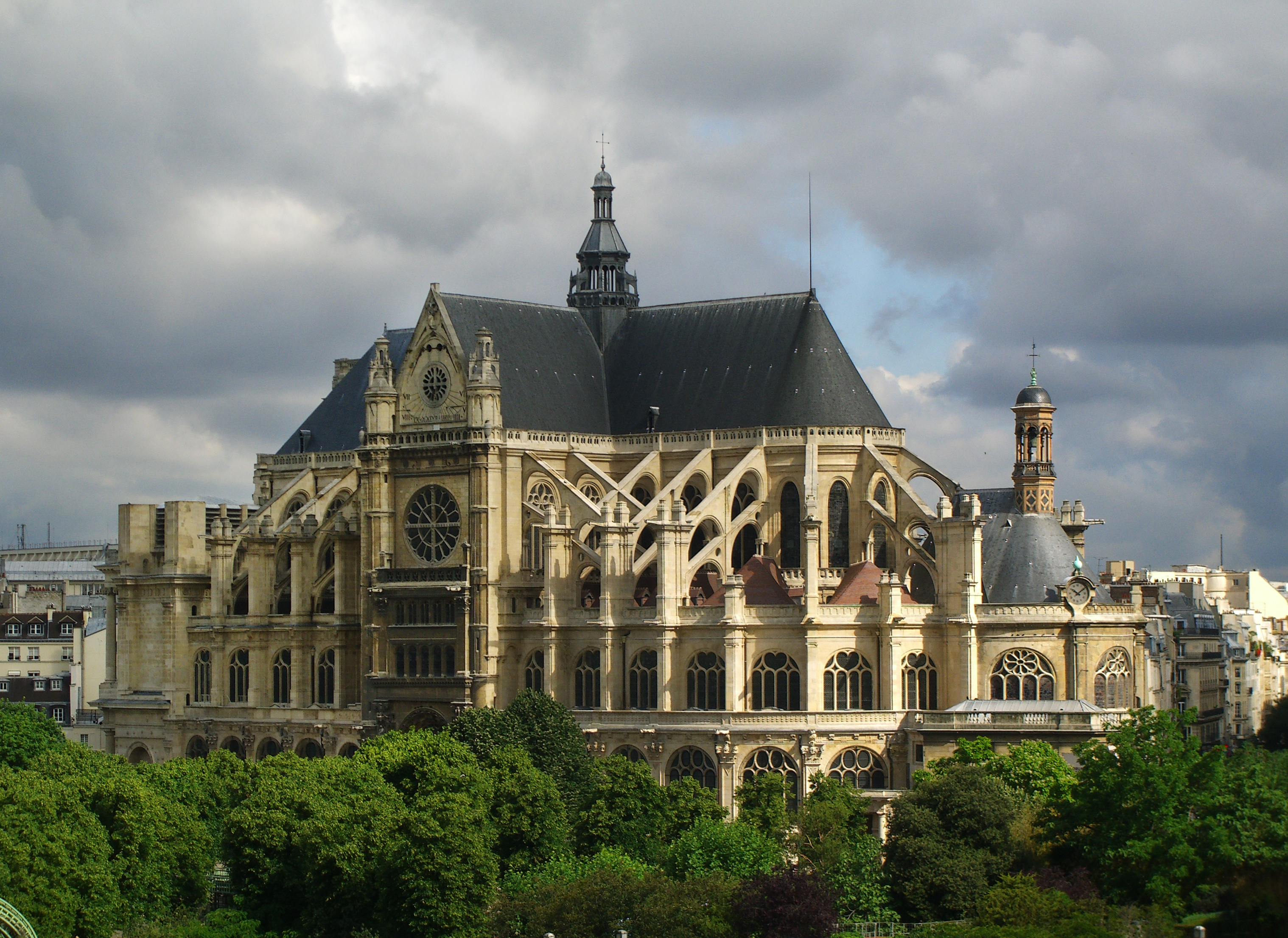
Fábrica gótica con detalles renacentistas: iglesia de San Eustaquio de París

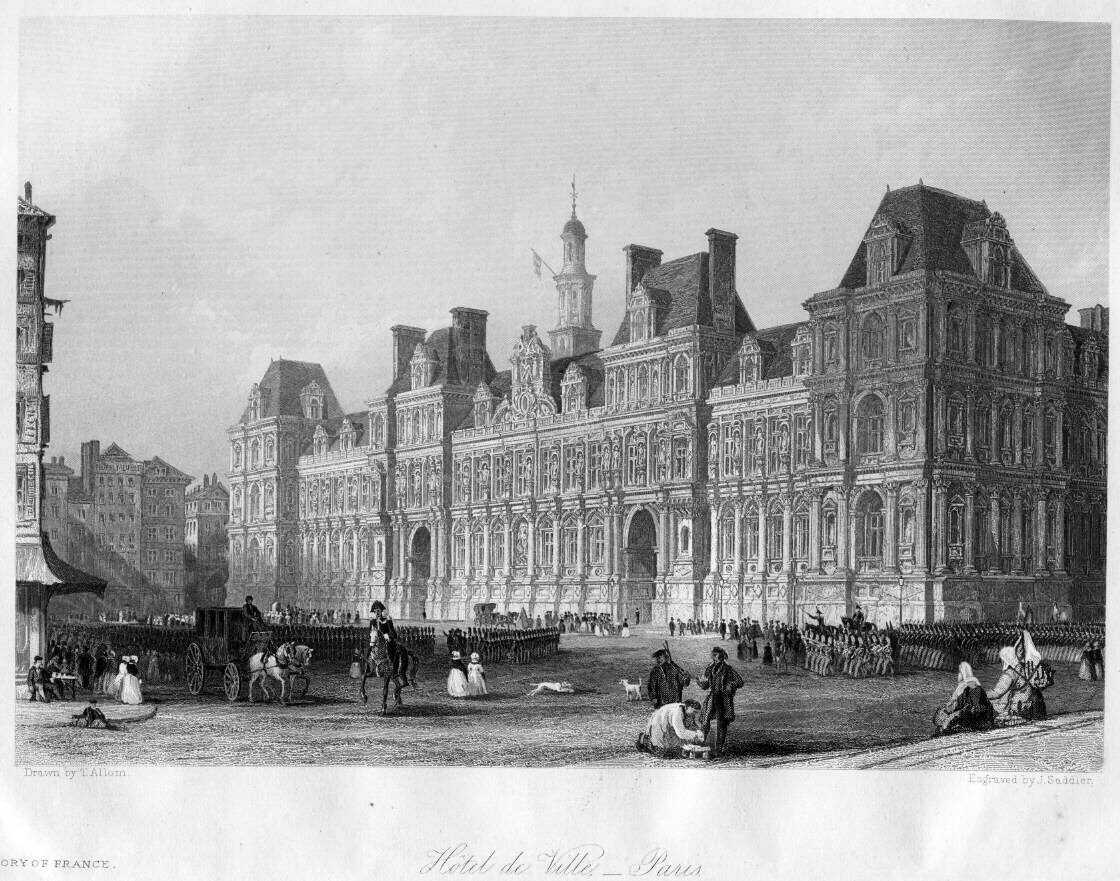
Hotel de Ville (Ayuntamiento) de París

Domenico da Cortona (Cortona, c. 1465-1470  - París,  probablemente 1549) fue un arquitecto y tallista italiano, activo sobre todo en Francia, al servicio de la corte, donde fue conocido como «Boccador». Participó en la construcción de las residencias reales de Blois y especialmente en Chambord y fue uno de los introductores del estilo renacentista en la corte francesa. 

## Biografía
Fue discípulo de  Giuliano da Sangallo, que probablemente le sugirió, aún muy joven, ir Francia habiéndose invitado allí en 1495 por Carlos VIII durante su expedición a Italia. En ese momento la corte francesa era el destino de un gran grupo de artesanos y artistas, como por ejemplo fra Giocondo quien regresará a Italia después de unos años, a diferencia de Domenico da Cortona, ciudadano francés ya desde 1510, que permaneció allí hasta su muerte, al servicio de la corte.

## Obras
Una parte de sus actividades tienen relación con la arquitectura efímera, maquetas en madera y arreglos tallados de los cuales hay testimonio e incluso muebles para los castillos y Blois y Amboise, donde vivió durante algún tiempo en la corte del reinado de Francisco I. En Amboise fue responsable del diseño de las festividades que marcaron el nacimiento del delfín en abril de 1518. 
En el reinado de Francisco I conoció a Leonardo y participó en las obras del castillo de Blois y especialmente en las del castillo de Chambord (1519-1547), del que fue probablemente el diseñador original, a pesar de que muchos participaron en el trabajo. Su diseño para Chambord] representado en una maqueta de madera, sobrevivió hasta el siglo XVII pero la paternidad del diseño también se atribuye a Leonardo da Vinci, quien estaba en la corte real en el castillo de Amboise al mismo tiempo, La construcción actual, durante la cual se improvisó mucho, estaba bajo la supervisión en el lugar de Pierre Nepveu. El edificio tiene una implantación y carácter todavía medieval que Domenico da Cortona trató de esconder detrás de un rico aparato decorativo renacentista, desbordante en la extraordinaria cobertura.
En 1532, emprendió en nombre del rey de la construcción del Hôtel de Ville de París, cuyo actual aspecto, sin embargo, se debe a una fuerte reconstrucción después de un desastroso incendio el 24 de mayo de 1871, durante la  Comuna. El edificio tenía una inscripción que finalizaba «Domenico Cortonensi architectante».
Domenico es también acreditado como diseñador de la iglesia de San Eustaquio en París.  También supervisó las obras de ingeniería militar en los castillos de Tournai y Ardres.
La monografía estándar es la de P. Lesueur, Dominique de Cortone dit Boccador (Paris) 1928.